# لكوان (كوثر)
لكوان هي قرية في مقاطعة كوثر، إيران. عدد سكان هذه القرية هو 74 في سنة 2006.